# 眞鍋敬
眞鍋 敬（まなべ けい、1965年4月 - ）は、日本の化学者・薬学者（有機化学）。学位は博士（薬学）（東京大学・1993年）。静岡県立大学薬学部教授・大学院薬学研究科教授。新字体で真鍋 敬（まなべ けい）と表記されることもある。
東京大学大学院薬学系研究科助教授、独立行政法人理化学研究所独立主幹研究員、静岡県立大学学生部部長などを歴任した。

## 概要
有機化学を専攻する化学者である。水溶液の中で触媒的不斉合成反応を起こす研究で知られている。東京大学で教鞭を執り、理化学研究所で研究に従事したのち、静岡県立大学で教鞭を執った。

## 来歴

### 生い立ち
1965年生まれ。東京大学に進学し、薬学部にて薬学を学び、1988年に卒業した。その後、東京大学の大学院に進学し、薬学系研究科にて古賀憲司の指導の下、研鑽を積んだ。1993年、薬学系研究科の博士課程を修了した。それにともない、東京大学より博士（薬学）の学位を授与された。

### 研究者として

#### 東京大学
大学院修了後、東京大学に採用され、薬学部の助手として活動する。また、1993年から1995年にかけては、コロンビア大学の化学科に博士研究員として勤務した。1995年、東京大学の大学院の薬学系研究科に異動し引き続き助手として勤務した。2000年には、東京大学の大学院の薬学系研究科にて、助手から講師に昇任した。その後、講師から助教授にまで昇任し、2005年まで勤務した。

#### 理化学研究所
2005年、東京大学から理化学研究所に転じ、独立主幹研究員に就任した。理化学研究所の基幹研究所において独立主幹研究ユニットを担当し、機能性オリゴマーの合成の研究、および、テーラーメード型の触媒や触媒的なピンポイント反応の技術開発を行った。理化学研究所には2009年まで勤務した。

#### 静岡県立大学
理化学研究所から静岡県立大学に転じ、教授に就任した。静岡県立大学の薬学部にて、薬科学科の教授として医薬品化学分野を担当していた。また、静岡県立大学の大学院にて、薬学研究科の薬学専攻の教授を兼務しており、薬化学研究室を担当している。

## 研究
研究の対象は化学や薬学であり、特に有機化学の領域を専門としている。具体的には、触媒反応の研究や、新しい化学合成の手法、および、機能性物質の合成の手法の開発に取り組んでいる。
東京大学にて研究を行っていた際には、分子間相互作用に立脚した触媒設計を手がけるとともに、有機反応媒体として水を利用する手法の開発に力を注いだ。特に、水溶液の中で触媒的不斉合成反応を起こす手法について、研究を行った。当時、水溶液中での触媒的不斉合成反応は「極めて困難」とされていた。しかし、眞鍋は、キラルなランタノイド触媒を利用し、シリルエノラートとアルデヒドとの触媒的不斉アルドール反応の開発を行い、世界で初めて成功させた。これらの業績が評価され、日本薬学会から「日本薬学会奨励賞」が授与されている。

## 人物
若いころは、全合成の研究について「全く面白くないもの」だと感じるとともに、全合成のステップ数の多さに辟易していた。そのため、大学院生のころから、複雑な構造の化合物を簡単なステップで合成する方法はないか、関心を持っていたという。また、工学者であるK・エリック・ドレクスラーの著書や、化学者であるロナルド・ブレスローが提唱した生体模倣化学などに影響を受け、基質分子の指定した部分にのみ反応を起こさせる「ピンポイント反応促進触媒」の開発を志すようになった。

## 略歴
- 1965年 - 誕生。
- 1988年 - 東京大学薬学部卒業。
- 1993年 - 東京大学大学院薬学系研究科博士課程修了。
- 1993年 - 東京大学薬学部助手。
- 1993年 - コロンビア大学化学科博士研究員。
- 1995年 - 東京大学大学院薬学系研究科助手。
- 2000年 - 東京大学大学院薬学系研究科講師。
- 2005年 - 理化学研究所独立主幹研究員。

## 賞歴
- 1998年 - 有機合成化学協会研究企画賞。
- 2001年 - 日本薬学会奨励賞。

## 関連人物
- K・エリック・ドレクスラー
- 小林修 (化学者)